# Christa Hein
Christa Hein (* 25. August 1955 in Cuxhaven) ist eine deutsche Schriftstellerin.

## Leben
Nach acht Jahren in den Vereinigten Staaten und Tätigkeiten als Dozentin für Creative Writing (MFA Fiction writing, Indiana University, Bloomington) lebt Christa Hein heute in Berlin. Sie war seit 1995 mit dem Schriftsteller Henning Boëtius verheiratet.
Christa Hein ist Verfasserin von Romanen und Erzählungen. Daneben übersetzt sie aus dem Englischen. 1992 nahm sie am  Ingeborg-Bachmann-Wettbewerb in Klagenfurt teil. Sie wurde u. a. mit dem Fabrikschreiberpreis der Romanfabrik Frankfurt sowie dem Preis der Frankfurter Künstlerhilfe ausgezeichnet.

## Werke
- Quicksand, Frankfurt am Main 1994
- Der Blick durch den Spiegel, Frankfurt am Main 1998
- Scirocco, Frankfurt am Main 2000
- Riga, Cuxhaven 2001 (zusammen mit Norbert Balzer)
- Vom Rand der Welt, Frankfurt am Main 2003
- Die ganze Welt in einem Satz: Sprach- und Schreibwerkstatt für junge Dichter, Beltz & Gelberg 2010 (zusammen mit Henning Boëtius)
- Tütes Geheimnis, Gifkendorf 2011, ISBN 978-3-931081-69-0
- Der Glasgarten, Frankfurt am Main 2015
- Die Frau am Strand, Frankfurt am Main 2022

## Herausgeberschaft
- Oma ist von innen jung, Frankfurt am Main 1995

## Übersetzungen
- Scoular Anderson: Wirrwarr auf Schloß Winterstein, Frankfurt am Main 1994
- Ralph Burdman: Tête-à-tête, Bad Homburg v. d. H. 1993
- Donald Harington: Tanz der Kakerlaken, Frankfurt am Main 1993
- John Patrick Shanley: Vier Hunde und ein Knochen, Bad Homburg 1995